# اس‌ام یوبی-۳۹
اس‌ام یوبی-۳۹ (به انگلیسی: SM UB-39) یک زیردریایی بود. این زیردریایی در سال ۱۹۱۵ ساخته شد.